# Andrejs Perepļotkins
Andrejs Perepļotkins (ukrainska: Андрій Ігорович Перепльоткін, Andrij Ihorovytj Pereplotkin ryska: Андрей Игоревич Переплеткин), född 27 december 1984 i Charkov, är en ukrainskfödd (sovjetisk) lettisk fotbollsspelare som för närvarande spelar för FK Jelgava i Lettland.

## Karriär

### Klubb
Vid 18 års ålder gick Perepļotkins till FK Metalist Charkiv, men de följande åren tillbringade han i flera olika klubbar som Fili Moskva, RSC Anderlecht såväl som i Southampton FC. På grund av problem med att få arbetstillstånd i Storbritannien kunde Perepļotkins inte spela några matcher för Southampton inför publik, vilket innebar att han inte kunde spela för A-laget.
Han fick istället sitt genombrott under tiden som utlånad till Dublinklubben Bohemian FC där han spelade 18 matcher, gjorde 3 mål och vann League of Ireland år 2003. Han släpptes dock av Bohemians säsongen 2004. Under början av säsongen 2004/2005 skrev han på för Skonto FC i Lettland. Under de kommande 6 åren spelade Perepļotkins 92 ligamatcher och gjorde 24 mål vilket bland annat ledde till seger i Livlandscupen år 2005 samt ligaseger år 2010. Innan säsongen 2011 dragit igång flyttade Perepļotkins till Nasaf Qarsji som spelar i Uzbekistans högstaliga, Olij Liga. Med klubben skrev han på ett tvåårskontrakt. Under hans första säsong spelade han 24 matcher och gjorde på dem 7 mål, med vilka han blev lagets bästa målskytt  och även lyckades vinna AFC-cupen med laget då han gjorde ett mål i finalen.

### Landslag
År 2007 beslöt sig Lettlands regering för att bevilja Perepļotkins ett lettiskt medborgarskap, vilket accepterades av honom. Den 16 mars 2007 fick han sitt lettiska pass vilket möjliggjorde för honom att spela för Lettland. Perepļotkins gjorde sin internationella under kvalet till EM 2008. Han spelade 36 landskamper och gjorde 3 mål.

## Statistik

### Per klubb
| Säsong      | Klubb           | Land       | Liga              | Liga    | Liga |
| Säsong      | Klubb           | Land       | Division          | Matcher | Mål  |
| ----------- | --------------- | ---------- | ----------------- | ------- | ---- |
| 2003 - 2004 | Southampton FC  | England    | Premier League    | 0       | 0    |
| 2004        | Bohemians FC    | Irland     | League of Ireland | 18      | 3    |
| 2004        | Skonto FC       | Lettland   | Virslīga          | 13      | 9    |
| 2005        | Skonto FC       | Lettland   | Virslīga          | 27      | 8    |
| 2006        | Skonto FC       | Lettland   | Virslīga          | 11      | 3    |
| 2007        | Skonto FC       | Lettland   | Virslīga          | 22      | 3    |
| 2008        | Skonto FC       | Lettland   | Virslīga          | 15      | 2    |
| 2008 - 2009 | Derby County FC | England    | The Championship  | 2       | 0    |
| 2009        | Skonto FC       | Lettland   | Virslīga          | 28      | 11   |
| 2010        | Skonto FC       | Lettland   | Virslīga          | 25      | 8    |
| 2011        | Nasaf Qarsji    | Uzbekistan | Olij Liga         | 24      | 7    |
| 2012        | Nasaf Qarsji    | Uzbekistan | Olij Liga         | 0       | 0    |

### Landslag

#### Mål
| Nr | Datum        | Plats                                                    | Motståndare | Mål | Resultat | Typ                 |
| -- | ------------ | -------------------------------------------------------- | ----------- | --- | -------- | ------------------- |
| 1  | 26 mars 2008 | Estadi Comunal d'Aixovall, Sant Julia de Loria (Andorra) | Andorra     | 2-0 | 3-0      | Vänskapsmatch       |
| 2  | 1 juni 2008  | Skonto Stadion, Riga (Lettland)                          | Litauen     | 1-0 | 2-1      | Baltiska cupen 2008 |
| 3  | 28 mars 2009 | Stade Josy-Barthel, Luxemburg (Luxemburg)                | Luxemburg   | 4-0 | 4-0      | VM-kval 2010        |

## Meriter

### Klubb
- Lettisk mästare: 2004 och 2010 med Skonto FC
- Vinnare av Livlandscupen: 2004 och 2005 med Skonto FC

### Individuellt
- Bästa målskytt i Nasaf Qarsji: 2011